# Перепись населения США (1840)
Перепись населения США 1840 года была шестой по счету переписью населения, проводимой на территории США. Она была проведена 1 июня 1840 года. Численность населения страны по итогам переписи была определена в 17 069 453 человек (на 32,7% больше по сравнению с результатами предыдущей переписи), из которых 2 487 355 были рабами.

## Список вопросов
В бланке переписи 1840 года присутствовали следующие вопросы:
- Имя главы семейства
- Адрес
- Общее число свободных белых мужчин и женщин:
  - в пятилетних интервалах до 20 лет
  - в десятилетних интервалах от 20 до 100 лет
  - в возрасте от 100 лет и старше
- Общее число рабов и свободных черных персон в шестилетних интервалах
- Общее число глухих и немых
- Общее число слепых
- Общее число сумасшедших и умалишённых
- Общее число лиц в каждой семье, занятых в семи классах оккупации
- Количество школ и число учащихся
- Общее число белых лиц старше 20, не умеющих читать и писать
- Общее число пенсионеров по причине революционной или военной службы

## Результаты переписи
|   | Город           | Штат           | Население |
| - | --------------- | -------------- | --------- |
| 1 | Нью-Йорк        | Нью-Йорк       | 391 114   |
| 2 | Балтимор        | Мэриленд       | 102 313   |
| 3 | Новый Орлеан    | Луизиана       | 102 193   |
| 4 | Филадельфия     | Пенсильвания   | 93 383    |
| 5 | Бостон          | Массачусетс    | 93 503    |
| 6 | Цинциннати      | Огайо          | 46 338    |
| 7 | Нортен-Либертиз | Пенсильвания   | 34 474    |
| 8 | Олбани          | Нью-Йорк       | 33 721    |
| 9 | Чарльстон       | Южная Каролина | 29 261    |

## Доступность информации
Информация по каждому гражданину, участвовавшему в переписи 1830 года, не сохранилась, но общие сведения по небольшим территориям, включая картографические материалы, могут быть скачаны из Национальной историко-географической информационной системы.